# TOFAŞ
Tofaş Türk Otomobil Fabrikası A.Ş (TOFAŞ) (рус. ТОФАШ) — турецкая компания, производящая легковые автомобили. Расположена в г. Бурса.
Компанию основал в 1968 году турецкий предприниматель Вехби Коч, создатель Koç Holding. Компания находится в совместной собственности Fiat Chrysler Automobiles и Koç Holding (37,8 % акций компании принадлежит Fiat Group Automobiles; 37,8 % Koç Holding, остальные у мелких акционеров).
Tofaş является единственным в Турции автопроизводителем, который выпускает как легковые автомобили, так и лёгкие коммерческие автомобили. Это один из самых крупных турецких автопроизводителей. На предприятии работает 6500 сотрудников. Годовой выпуск автомобилей достигает 400000 шт. Tofaş производит автомобили под брендами Fiat, Citroen, Peugeot, Opel и Vauxhall.
В 2013 году Tofaş поставил на экспорт 160000 автомобилей в 80 стран мира. Чистый доход от продаж при этом составил 7000000000 турецких лир, а прибыль 434000000 турецких лир.

## Модельный ряд
Модели, выпускавшиеся ранее

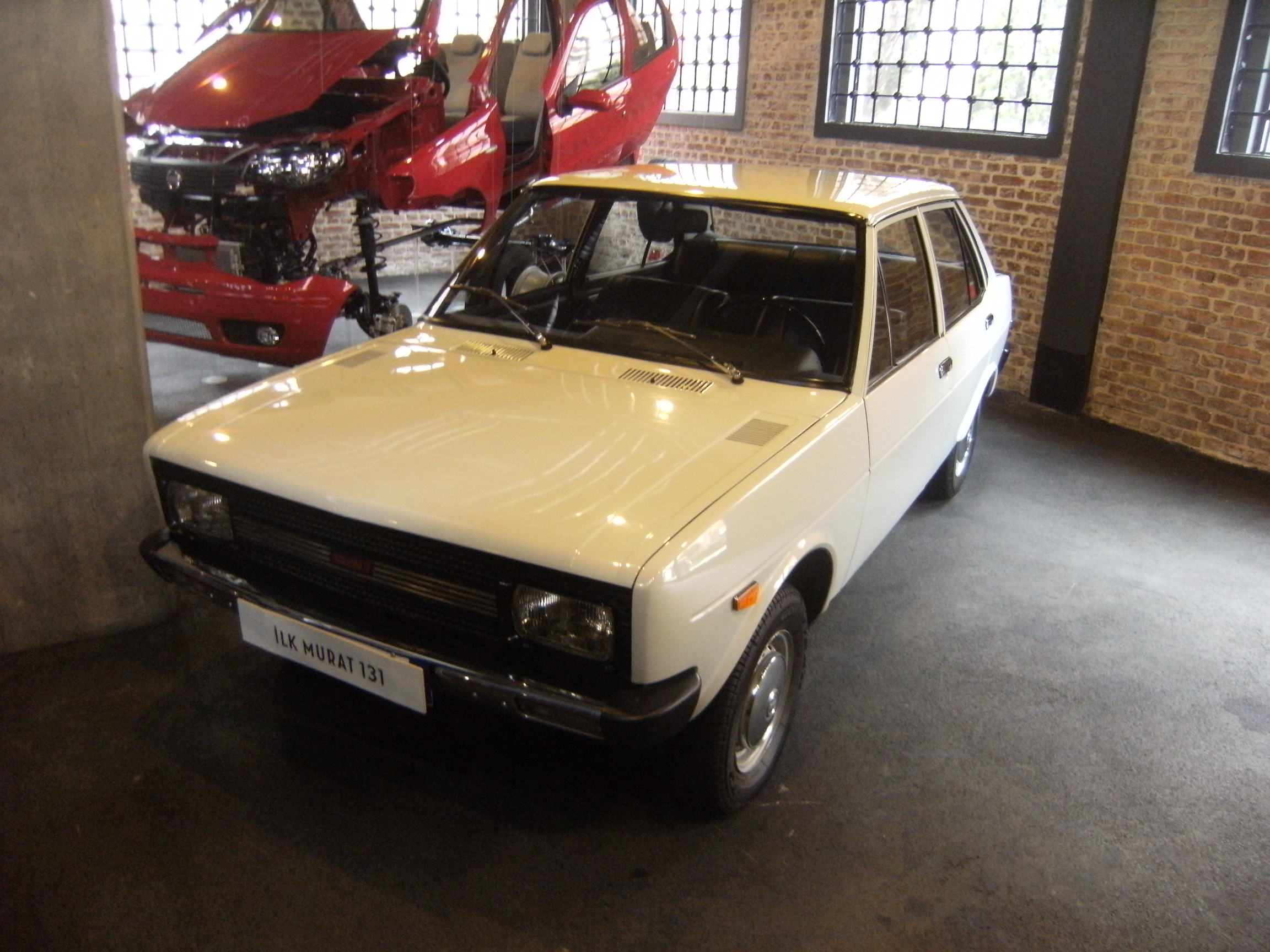
Первый Murat 131, построенный Tofaş.

- Fiat 124, под марками Tofaş Murat 124 и Tofaş Serçe.
- Fiat 131, под марками Tofaş Şahin и Tofaş Murat 131.
- Fiat Tipo,
- Fiat Tempra,
- Fiat Uno,
- Fiat Brava,
- Fiat Marea,
- Fiat Palio,
- Fiat Siena,
- Fiat Albea.

Модели, выпускаемые в настоящее время
- Fiat Doblò,
- Fiat Linea,
- Fiat Qubo,
- Fiat Fiorino
- Ram Trucks
- Peugeot Bipper,
- Citroen Nemo,
- Opel Combo.